# Inene Pascal-Pretre
Inene Pascal-Pretre (ur. 19 listopada 1985 w Schiltigheim) – francuska wioślarka.

## Osiągnięcia
- Mistrzostwa Świata Juniorów – Troki 2002 – czwórka podwójna – 5. miejsce[1].
- Mistrzostwa Świata Juniorów – Ateny 2003 – czwórka podwójna – 7. miejsce[1].
- Mistrzostwa Świata – Gifu 2005 – czwórka podwójna – 6. miejsce[1].
- Mistrzostwa Świata – Eton 2006 – dwójka podwójna – 11. miejsce[1].
- Mistrzostwa Świata – Monachium 2007 – czwórka podwójna – 9. miejsce[1].
- Igrzyska Olimpijskie – Pekin 2008 – dwójka bez sternika – 8. miejsce[1].